# Великорудковский сельский совет
Великорудковский сельский совет (укр. Великорудківська сільська рада) — входит в состав
Диканьского района
Полтавской области
Украины.
Административный центр сельского совета находится в 
с. Великая Рудка.

## История
- 1920 — дата образования.

## Населённые пункты совета
- с. Великая Рудка
- с. Веселовка
- с. Ланы
- с. Малая Рудка
- с. Степановка
- с. Судовка
- с. Фёдоровка

## Ликвидированные населённые пункты совета
- с. Колодези